# 卡氏線鰭電鰻
卡氏線鰭電鰻，為輻鰭魚綱電鰻目線鰭電鰻科的其中一種，為熱帶淡水魚，分布於南美洲黑河流域，體長可達19.6公分，棲息在底中層水域，生活習性不明。